# داهراو
داهراو (ارمنی: Դահրավ; به لاتین: Dəhrəv) یک منطقهٔ مسکونی در جمهوری آرتساخ است که در استان آسکران واقع شده‌است. داهراو  ۲۱۶ نفر جمعیت دارد و ۸۶۳ متر بالاتر از سطح دریا واقع شده‌است.